# Reithrodontomys gracilis
Reithrodontomys gracilis is een zoogdier uit de familie van de Cricetidae. De wetenschappelijke naam van de soort werd voor het eerst geldig gepubliceerd door J.A. Allen & Chapman in 1897.

## Verspreiding
Reithrodontomys gracilis leeft in gebieden van zeeniveau tot 1.800 meter hoogte van Yucatán in Mexico tot in Costa Rica.